# Tema (gramática sistêmico-funcional)
Na Gramática Sistêmico-Funcional, tema (na notação sistêmica, TEMA) é o sistema léxico-gramatical da metafunção textual que diz respeito à organização da oração como uma mensagem. Isso se reflete em qual elemento se escolhe como ponto de partida da oração. Por exemplo, em português brasileiro, o mais "comum" é que se comece com o Sujeito: Eu adoro bolo. Porém, caso se queira dar proeminência temática ao Complemento (o geralmente só é explicado tendo como referência as orações que vêm antes e depois da oração em análise), pode-se dizer Bolo eu adoro. O primeiro elemento da oração é chamado Tema; o resto é o Rema.

## Tema em português
Em português, o Tema pode ser explícito ou implícito. O Tema é frequentemente implícito em três condições: 1) quando estiver manifesto na situação, 2) quando for o mesmo da oração anterior, 3) em orações imperativas.
1) Tema implícito porque manifesto no contexto
```
Uma menina provando 
um vestido de baile
 pergunta para a amiga:
- Ø Ficou bom em mim?
```

- Na oração "Ficou bom em mim?", o Tema é o vestido de baile, que, por estar manifesto na situação, fica implícito na fala da menina.

2) Tema implícito correferente com Tema anterior
```
O jumento, de 
Chico Buarque
 (1977)

Jumento
 não é o grande malandro da praça
Ø trabalha trabalha de graça Ø não agrada a ninguém Ø nem nome não tem Ø é manso e Ø não faz pirraça
```

- Em todas as orações acima, o Tema é Jumento, que fica explícito somente nas primeiras duas orações e implícito nas que se seguem.

3) Tema implícito em orações imperativas
```
Ø Apertem os cintos!
```

- Nas duas orações, o Tema são os próprios passageiros a quem a oração imperativa é dirigida.